# Мальчик, поймавший рыбку
Статуя «Мальчик, поймавший рыбку» («Мальчик с рыбкой») — бронзовая садово-парковая скульптура в Санкт-Петербурге, в Московском парке Победы. Расположена на небольшом островке Фонтанного пруда, составляя пару с другой статуей — «Мальчик с корабликом». Объект культурного наследия федерального значения.

## История
Впервые ленинградский парк культуры и отдыха был разбит в 1939—1941 годах, но после разрушений Великой Отечественной войны он был заложен повторно 7 октября 1945 года уже как парк Победы — на Сызранском поле, в бывшей прифронтовой полосе. В соответствии с проектом архитекторов Е. И. Катонина и В. Д. Кирхоглани в парке на месте глиняного карьера был образован Фонтанный пруд, на одном из маленьких прибрежных островков которого в 1950 году установлены две скульптуры: «Мальчик, поймавший рыбку» и «Мальчик с корабликом». 
Статуя мальчика с рыбкой — студенческая работа скульптора М. А. Мотовиловой (1929—2012), окончившей Ленинградское высшее художественно-промышленное училище имени В. И. Мухиной и в дальнейшем занимавшейся разработкой детских игрушек. Памятник представляет собой бронзовую литую скульптуру, изображающую мальчика, держащего над головой пойманную рыбку, на постаменте в виде камня. В парке имеется близкая по сюжету композиция — «Мальчик, вытаскивающий рыбу» работы Б. Н. Сона.  
Обе декоративные статуи мальчиков на острове включены в реестр объектов культурного наследия в качестве памятников федерального значения, однако скульптурную композицию не затронули капитальные ремонтно-восстановительные работы, проведённые в парке с начала 2010-х годов, несмотря на то, что «Мальчик с корабликом» работы Л. Д. Дрок пострадал от вандализма: кисть руки с корабликом утрачена.

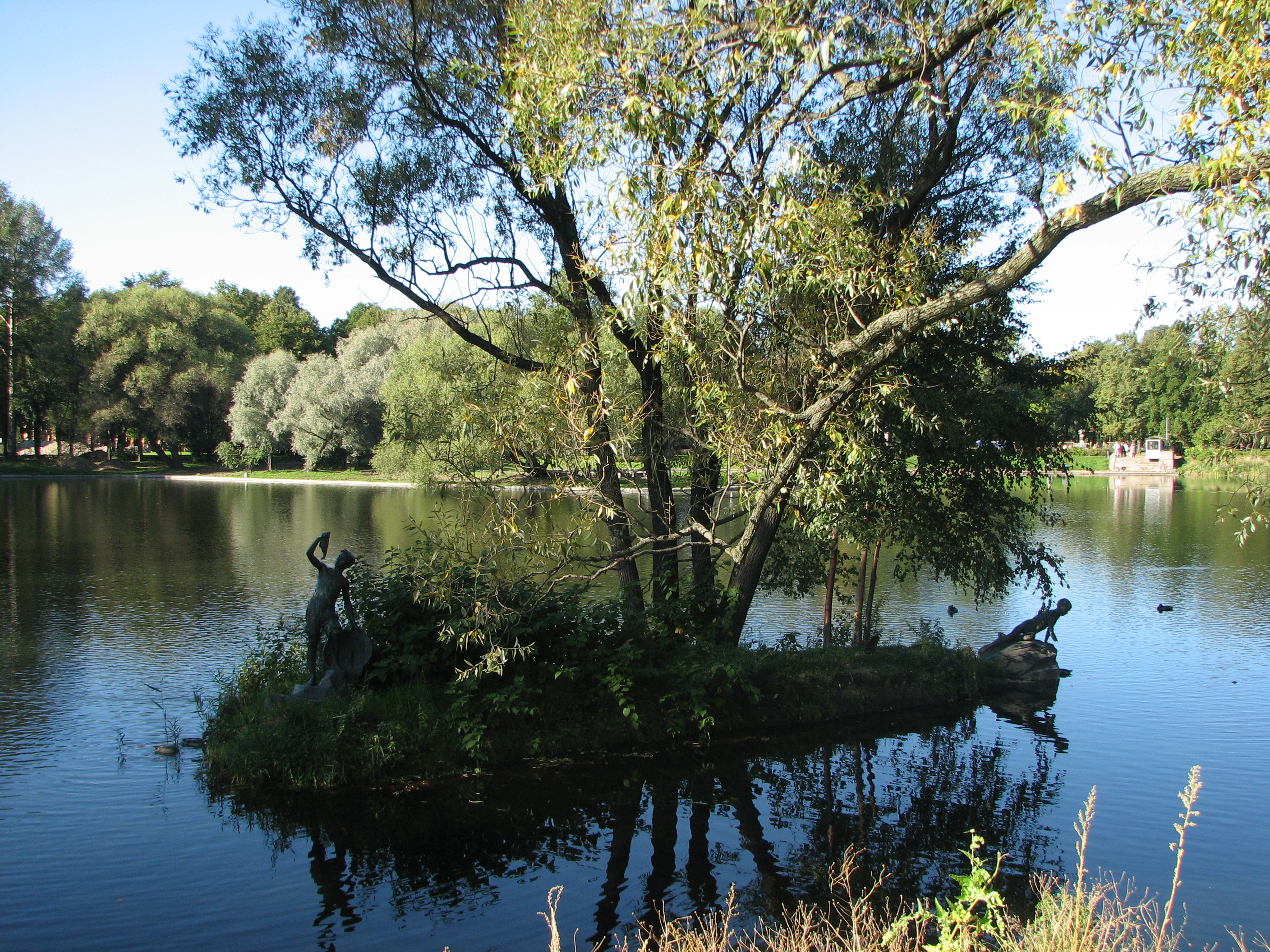
Скульптурная группа в 2012 году
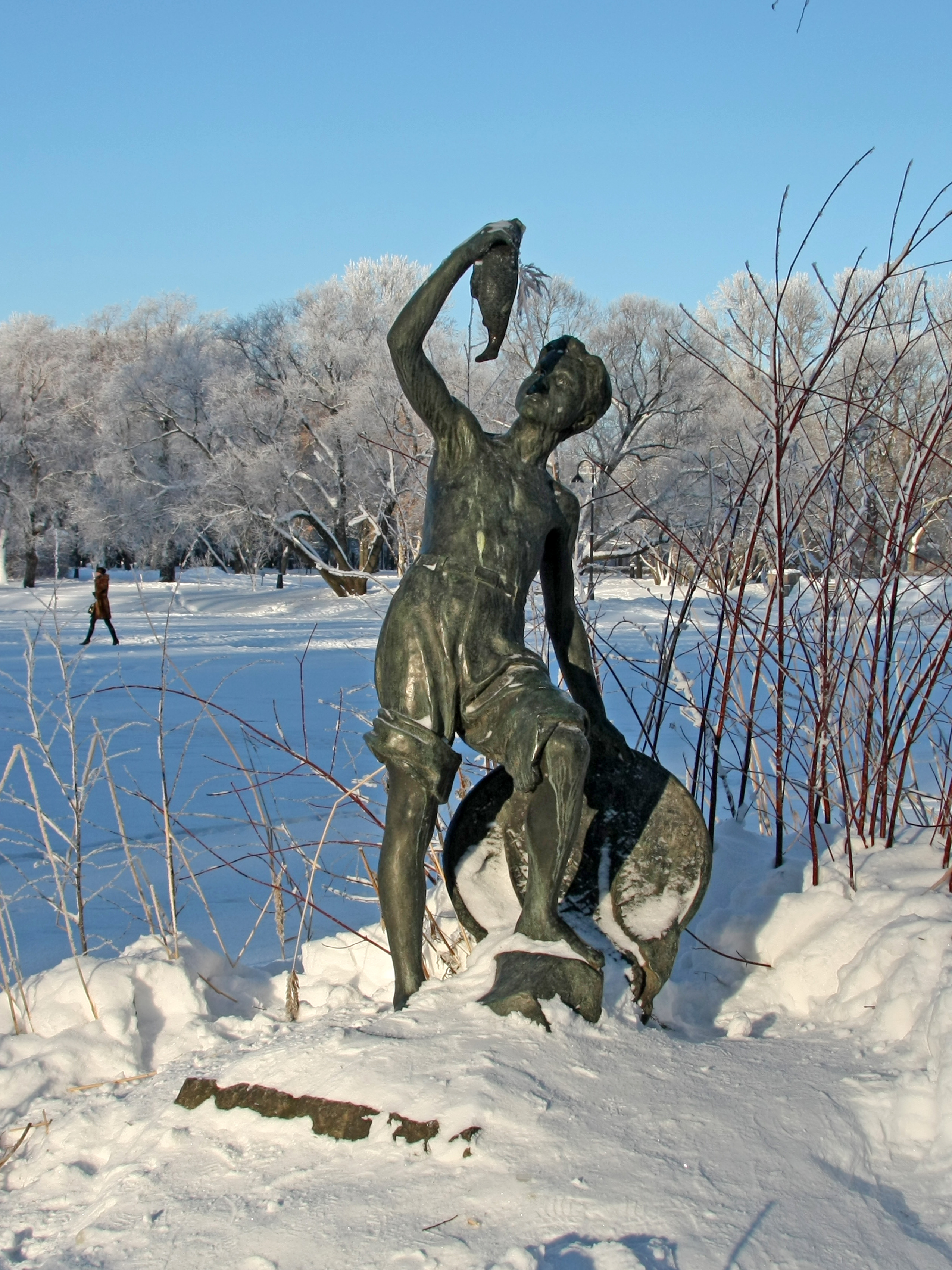
Статуя мальчика с рыбкой зимой
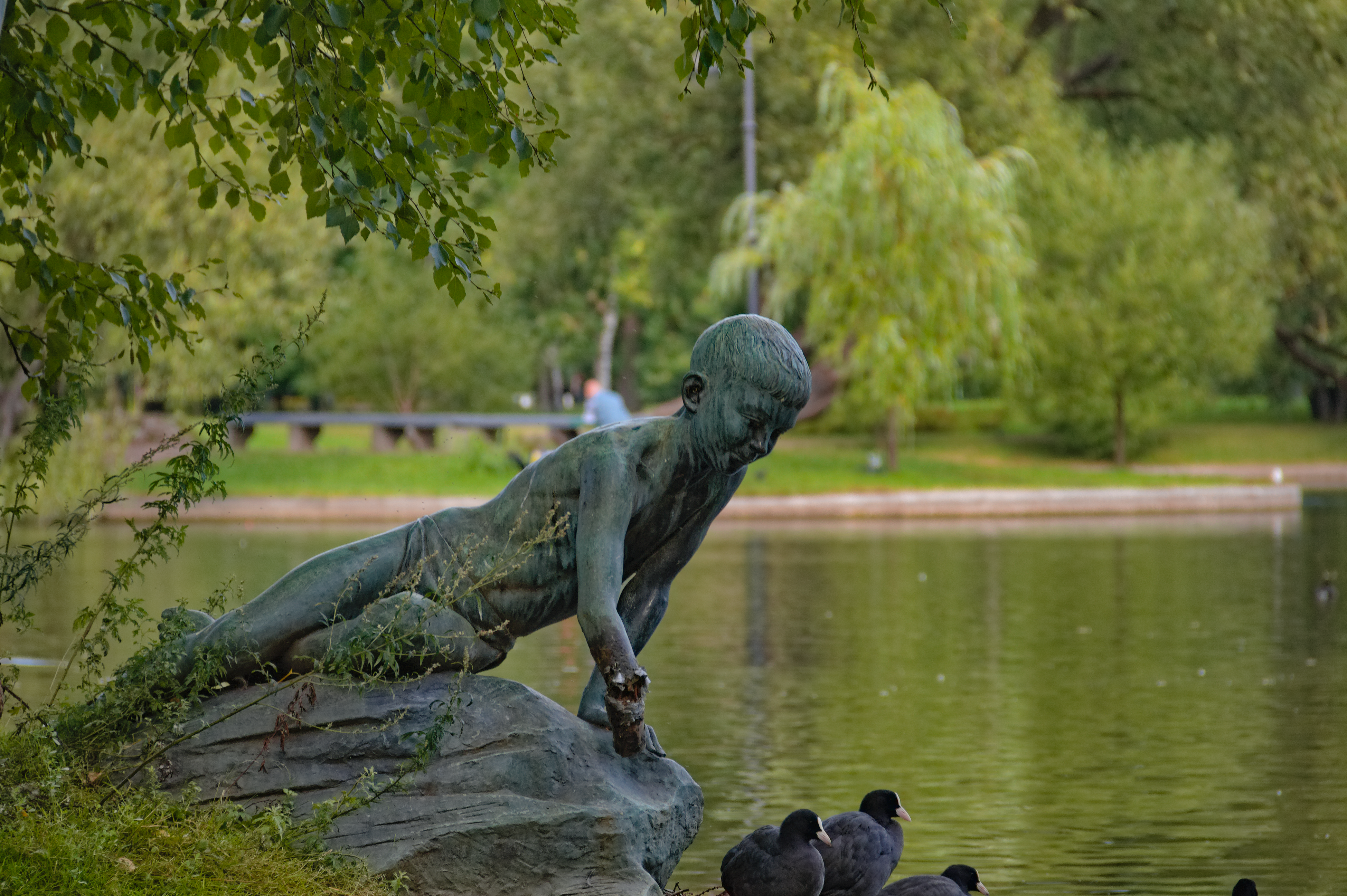
Статуя мальчика с корабликом, лишённая кисти руки